# Berekböszörmény - körmösdpusztai legelők
Berekböszörmény - körmösdpusztai legelők este o arie protejată (arie specială de conservare — SAC, sit de importanță comunitară — SCI) din Ungaria întinsă pe o suprafață de 1.370,99 ha, integral pe uscat.

## Localizare
Centrul sitului Berekböszörmény - körmösdpusztai legelők este situat la coordonatele 47°04′03″N 21°36′39″E / 47.0675°N 21.610833°E.

## Înființare
Situl Berekböszörmény - körmösdpusztai legelők a fost declarat sit de importanță comunitară în mai 2004 pentru a proteja 1 specie de plante și 6 specii de animale. Situl a fost protejat și ca arie specială de conservare în februarie 2010.

## Biodiversitate
Situată în ecoregiunea panonică, aria protejată conține 3 habitate naturale: Stepe și mlaștini sărate panonice, Pajiști stepice panonice pe loess, Liziere de ierburi înalte hidrofile de câmpie și de nivel montan până la alpin.
La baza desemnării sitului se află mai multe specii protejate:
- plante (1): Cirsium brachycephalum
- amfibieni (1): buhai de baltă cu burta roșie (Bombina bombina)
- mamifere (2): vidră de râu (Lutra lutra), popândău (Spermophilus citellus)
- nevertebrate (2): fluturele de noapte (Eriogaster catax), rădașcă (Lucanus cervus)
- reptile (1): țestoasa de baltă (Emys orbicularis)